# 琴糸路
琴 糸路（こと いとじ、1911年11月5日 - 1956年）は、日本の映画女優である。
出生名成田 貞子（なりた さだこ）、結婚後本名宮澤 貞子（みやざわ さだこ）、平井 貞子（ひらい さだこ）。河合映画設立第1作でデビューし、大都映画、そして合併後の大映でも、スター女優でありつづけた。

## 来歴・人物
1911年（明治44年）11月5日、東京市本郷区金助町（現在の東京都文京区本郷3丁目）に成田啓二郎の次女として生まれる。幼少のころから日本舞踊を習い、父の郷里である秋田県北秋田郡鷹巣町（現在の北秋田市鷹巣）の旧家から旧制小学校に通ったが、11歳のときに東京に戻った日の翌日、1923年（大正12年）9月1日に関東大震災に罹災した。まもなく家庭の事情から、浅草「花屋敷」（現在の花やしき）の舞台に出るようになる。
1928年（昭和3年）2月、河合プロダクション（当時。同年5月に河合映画製作社に改称）社長の河合徳三郎にスカウトされて、同社の設立に参加、北豊島郡三河島町町屋（現在の荒川区町屋4-5）の「町屋撮影所」で製作された設立第1作、同年3月1日公開の『青春散歩』、翌週公開の第2作の『恋風に吹かれて』の両作に主演の里見明の相手役として出演、映画女優としてデビューした。
1929年（昭和4年）暮れ、5社競作となった吉川英治原作の『貝殻一平』（監督村越章二郎）で、河合では雲井竜之介の相手役に琴を起用、松竹下加茂の若水絹子（監督井上金太郎）、東亜キネマの泉春子（監督後藤岱山）、帝国キネマの歌川八重子（監督渡辺新太郎）、遅れて翌年2月に公開された日活太秦の酒井米子（監督清瀬英次郎・岡田敬）ら、メジャー各社のトップ女優と競い合った。1930年（昭和5年）には、前年公開のヨーエ・マイ監督のドイツ映画『アスファルト』を翻案した時代劇、『あす晴れて』（監督高松操、脚本八尋不二）に松林清三郎の相手役として出演した。主演を重ねるようになり、松竹蒲田の栗島すみ子、帝キネの歌川八重子とならぶ悲劇女優といわれるようになった。
1932年（昭和7年）に神奈川県大磯町の坂田山で起きた「坂田山心中事件」を題材にした歌謡曲『天国に結ぶ恋』が大ヒット、同事件を題材にした『大磯心中 天国に結ぶ恋』を吉村操監督、琴糸路主演で河合は製作、松竹蒲田による五所平之助監督の『天国に結ぶ恋』と同日の6月10日に公開をぶつけた。翌1933年（昭和8年）に入っての吉村監督の『涙の渡り鳥』、小沢得二監督の『渚に唄ふ 島の娘』も同様、ヒット曲をテーマにした競作に琴は主演した。同年6月の河合の「大都映画」への発展的改称後も、ひきつづき同社でトップ女優でありつづけた。
1942年（昭和17年）1月、大都は戦時統合で「大日本映画製作」（大映）へと吸収合併、創立第1作のオールスター映画『維新の曲』（監督牛原虚彦）に出演したのを皮切りに、嵐寛寿郎、片岡千恵蔵の相手役を演じ、B級映画会社だった大都映画出身としては破格の待遇を受けた。1943年（昭和18年）に伊賀山正徳監督の『海ゆかば』で水島道太郎の相手役を演じたのを最後に、翌1944年（昭和19年）春に32歳で退社、引退した。
その後は古物商の平井与四郎と結婚、京都に住んだが、第二次世界大戦後の1956年（昭和31年）に死去した。推定44歳没。

## おもなフィルモグラフィ

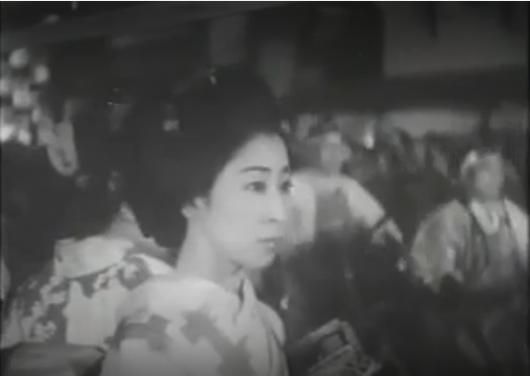
『維新の曲』（1942年）出演時、満30歳。

- 『唐人お吉』 : 監督村越章二郎、製作・配給河合映画製作社、1930年6月6日公開 - 主演
- 『肉弾三勇士』 : 監督根岸東一郎・長尾史録・吉村操・石山稔・服部真砂雄・西尾佳雄、製作・配給河合映画製作所、1932年3月3日公開

- 『浮気はその日の出来心』 : 監督吉村操、製作・配給大都映画、1933年11月8日公開 - 妻時子
- 『さくら音頭』 : 監督根岸東一郎、製作・配給大都映画、1934年3月8日公開 - 主演
- 『地獄の争闘』 : 監督大江秀夫、製作・配給大都映画、1934年6月7日公開
- 『暁の浚渫船』 : 監督大江秀夫、製作・配給大都映画、1934年6月12日公開
- 『咆哮炸裂』 : 監督大江秀雄（大江秀夫）、製作・配給大都映画、1934年7月19日公開
- 『鮮血の掟』 : 監督大江秀夫、製作・配給大都映画、1934年9月27日公開
- 『俺は日本人だ』 : 監督大江秀夫、製作・配給大都映画、1934年10月25日公開
- 『乳姉妹』 : 監督吉村操、製作・配給大都映画、1936年3月19日公開 - 主演
- 『毒草』 : 監督吉村操、製作・配給大都映画、1937年2月8日公開 - 主演
- 『月魄』 : 監督吉村操、製作・配給大都映画、1938年5月5日公開 - 主演
- 『大空の遺書』 : 監督益田晴夫、製作・配給大都映画、1941年9月26日公開

- 『維新の曲』 : 監督牛原虚彦、製作大映京都撮影所、配給映画配給社、1942年5月14日公開 - あき、113分尺で現存（NFC所蔵[4]）
- 『鞍馬天狗横浜に現る』（戦後改題『鞍馬天狗 黄金地獄』） : 監督伊藤大輔、製作大映京都撮影所、配給映画配給社、1942年10月29日公開 - お力

## 註
1. 1 2  琴糸路、jlogos.com, エア、2013年3月3日閲覧。
2. 1 2 3 4 5 6   キネマ旬報社[1980年], p.296-297.
3. ↑  映画撮影所の町あらかわ、あらかわ物語、2008年1月11日閲覧。
4. ↑  維新の曲、東京国立近代美術館フィルムセンター、2013年3月3日閲覧。